# Руис Ибаррури, Рубен
Рубе́н Руи́с Иба́ррури (исп. Rubén Ruiz Ibárruri; 9 января 1920 — 3 сентября 1942) — офицер Красной Армии, командир пулемётной роты, капитан, Герой Советского Союза (1956). Сын Долорес Ибаррури.

## Биография
Рубен Руис Ибаррури, баск по происхождению, родился 9 января 1920 года в Испании в семье будущего лидера Коммунистической партии Испании Долорес Ибаррури Гомес и шахтёра-социалиста, одного из основателей КПИ, Хулиана Руиса Габинья.
Из шести детей Долорес и Хулиана Рубен был единственным мальчиком и вместе со своей сестрой Амайей достиг совершеннолетия, тогда как четверо его сестёр умерли в младенчестве из-за бедности и болезней.
Отец Рубена был социалистом. Мать происходила из традиционной католической семьи и в 1917 году была впечатлена победой большевистской революции в России. Марксизм она понимала как инструмент освобождения рабочего класса. В 1922 году Долорес и Хулиан вошли в число основателей Коммунистической партии Испании. Их семейный дом иногда обыскивали полиция или жандармерия в поисках оружия или пропагандистских материалов.

### Вторая Испанская республика
В 1931 году была провозглашена Вторая республика, и Долорес с детьми переехала в Мадрид, где она руководила газетой «Mundo obrero» («Рабочий мир»). В эти годы Долорес несколько раз попадала в тюрьму из-за ее критических выступлений и активной политической деятельности.
В ноябре-декабре 1933 года Долорес посетила Советский Союз для участия во VIII Пленуме Исполкома Коминтерна. Рубен и Амайя в Мадриде помогали в распространении коммунистической газеты Mundo Obrero.
В 1935 году, после того, как его мать снова была заключена в тюрьму по обвинению в агитации и пропаганде за журналистские выступления во время забастовки горняков в Астурии 1934 года, Коминтерном была организована эвакуация Рубена и его сестры Амайи в Советский Союз. Под чужим именем они пересекли на поезде Берлин и нацистскую Германию и прибыли в Москву.
По прибытии детей разлучили: Амайю отправили в «Интернациональный детский дом» в Иваново, а Рубен в возрасте четырнадцати лет начал работать на автомобильном заводе имени Сталина и параллельно учился в профтехучилище № 1 (в настоящее время Московский Технологический Колледж) при Московском автозаводе ЗИС. На токарном станке, где он работал, по словам его сестры Амайи, впоследствии была установлена мемориальная табличка в его честь.
Рубена в течение двух лет опекала семья старых большевиков О. Б. и П. Н. Лепешинских, положив начало долгой семейной традиции брать на воспитание детей, оказавшихся без родителей.

### Гражданская война в Испании и изгнание
С началом Гражданской войны в Испании Рубен начал проситься на фронт, чтобы воевать в составе испанских интернациональных бригад. В 1938 году Рубен и Амайя выехали в Испанию. 18-летний Рубен вместе с отцом Хулианом принимал участие в сражении на реке Эбро и был произведён в сержанты за храбрость. 15-летняя Амайя работала санитаркой в Барселоне в детском доме для эвакуированных детей.
В феврале 1939 года, после поражения республиканского правительства, Рубен был вынужден перейти Пиренеи на границе с Францией вместе с остатками республиканской армии. Французские власти интернировали Рубена и его отца Хулиана в концентрационный лагерь Аржелес-сюр-Мер, где под открытым небом содержалось около ста тысяч республиканцев — как гражданских лиц, так и военных.
Рубену и Хулиану удалось бежать из лагеря и добраться до советского посольства в Париже, откуда ему удалось вернуться в Советский Союз на корабле, воссоединившись с матерью и сестрой Амайей в подмосковном Пушкино.
Вернувшись в Москву, осенью 1939 года он вступил в Красную Армию и был принят в военное училище Верховного Совета в Москве, откуда вышел в звании лейтенанта.

### В Великой Отечественной войне
На фронтах Великой Отечественной войны Рубен Ибаррури находился с первого дня. Первый бой лейтенант Ибаррури принял во главе 175-й пулемётной роты 1-й Московской пролетарской дивизии возле города Борисова. Прикрывая отход полка на направлении главного удара немецких войск, Рубен Ибаррури и его солдаты в течение шести часов удерживали мост через реку Березина. Когда был уничтожен последний пулемёт подразделения, Рубен Ибаррури с группой оставшихся в живых пулемётчиков, вооружившись гранатами, бросился в атаку на немецкие танки. В том бою он был тяжело ранен. «Всего больше меня удручает то, что мне пришлось покинуть фронт, — написал он матери из госпиталя 8 июля 1941 года, — ибо у меня безумное желание уничтожить этих разбойников. Ещё раз говорю тебе, мама, что считаю для себя счастьем и гордостью иметь возможность сражаться в рядах великой и непобедимой Красной Армии против жандарма человечества. Я уверен, что здесь он сломает себе зубы…».
После лечения в госпитале в Орле Рубена перевели в тыловой госпиталь в Уфе. Указом Президиума Верховного Совета от 22 июля 1941 года Ибаррури был награжден за мужество и героизм орденом Красного Знамени, который вручил лично председатель Президиума Верховного Совета СССР Михаил Калинин.
16 октября пришел приказ об эвакуации столицы, и семья Ибаррури была отправлена поездом вглубь территории СССР, в Уфу.

### Последние сражения
После тяжёлого ранения, в результате которого у Рубена Ибаррури была парализована рука, он был комиссован от дальнейшей службы, однако отправился на фронт добровольцем.
Летом 1942 года, командуя пулемётной ротой, проявил исключительную храбрость. 23 августа немецкая танковая группировка прорвалась в районе хутора Власовка, южнее станции Котлубань (участок Иловля — Гумрак Сталинградской железной дороги) и угрожала отрезать Сталинград от основной группировки советских войск. Навстречу противнику была выдвинута 35-я гвардейская дивизия. Поскольку основные части дивизии были ещё на марше, то в район станции были выдвинуты стрелковый батальон и пулемётная рота. Около суток отряд сдерживал наступление врага. На рассвете 24 августа немецкие войска пошли в атаку. Во время боя погиб командир батальона, и Рубен Ибаррури принял командование. Сначала шквальным огнём пулемётной роты и батальона немцы были остановлены, а затем Рубен Ибаррури поднял солдат в контратаку и отбросил врага. Немцы оставили на поле боя около 100 трупов своих солдат и офицеров, пушки, миномёты и другое оружие. Пулемётная рота старшего лейтенанта Ибаррури отразила 6 атак врага.
В этом бою Рубен Ибаррури был тяжело ранен осколком снаряда. Оперировал его начальник хирургического отделения полевого подвижного госпиталя № 4187 Мартин Степанович Кольцов. Грудная клетка зияла обширной раной, открытый пневмоторакс (воздух засасывался в грудную полость через рану). Мартин Степанович Кольцов его прооперировал, хорошо ушил рану. Рубен пробыл в госпитале 5 дней и был эвакуирован в госпиталь в Среднюю Ахтубу за Волгу, но 3 сентября 1942 года скончался (по воспоминаниям подполковника медицинской службы Мартина Степановича Кольцова).
Первоначальное место захоронения находилось в братской могиле, в районном центре Средняя Ахтуба. 2 ноября 1948 года группа в составе десяти допризывников под руководством старшего лейтенанта Михаила Кириллова вскрыли могилу, останки эксгумировали, переложили в цинковый гроб и на машине, специально выделенной для этих целей райкомом партии, увезли в Сталинград, где похоронили на Площади Павших борцов.
За мужество и героизм, проявленные при обороне Сталинграда, Рубен Ибаррури был награждён вторым орденом Красного Знамени. Звание Героя Советского Союза ему было присвоено указом Президиума Верховного Совета СССР 22 августа 1956 года.

## Версии
В некоторых источниках оспаривают сведения относительно обстоятельств службы Ибаррури в РККА. Указывалось, что он служил в неком «отряде» в составе 35-й дивизии, хотя в составе стрелковых дивизий по существовавшим на то время ОШС не предусматривалось наличие отрядов, «а когда был тяжело ранен командир отряда, командование принял на себя Рубен Ибаррури». Поэт-фронтовик И. С. Кучин, в годы войны служивший с Рубеном в одном полку, впоследствии посвятил ему стихотворение, начинающееся со строк «Я не знал, что Рубен Ибаррури был со мною в одном полку». На этом основании утверждается, что Ибаррури якобы не служил в 35-й дивизии. Однако в наградных документах Архива Советской армии подтверждено, что старший лейтенант Ибаррури проходил службу именно в 35-й гвардейской стрелковой дивизии.
Журнал «Военно-исторический архив» приводит сведения о том, что Ибаррури «был командиром пулемётного взвода 175 МСП [мотострелкового полка]».
- Дом в посёлке Средняя Ахтуба, в котором скончался Рубен Ибаррури
- Памятная табличка на доме, в котором скончался Рубен Ибаррури
- Братская могила, в которой похоронен Рубен Ибаррури на площади Павших борцов в Волгограде

## Награды
- Медаль «Золотая Звезда» Героя Советского Союза (23.08.1956);
- Орден Ленина (23.08.1956);
- Два ордена Красного Знамени (22.07.1941; 22.10.1942).

## Память
- Памятник на могиле Р. Ибаррури, Х. Ф. Фаттяхутдинова и В. Г. Каменщикова на площади Павших борцов в Волгограде (архитектор Ефим Левитан).
- Памятник Р. Ибаррури в городе Михайловка Волгоградской области расположен во дворе школы № 7.
- Памятник (бюст) в Международном Детском Центре «Артек» (установлен в 2015 году на Аллее Героев).
- Улица Рубена Ибаррури в городе Борисове Минской области.
- Улица Рубена Ибаррури в городе Донецке.
- Улица Рубена Ибаррури в городе Липецке.
- Малая планета Ибаррури (2423 Ibarruri).
- Художественный фильм «Сталинград», режиссёр Юрий Озеров. Роль Рубена Ибаррури исполнил Фернандо Альенде — американский актёр, уроженец Мексики.
- Роман «Повесть о Рубене» Петра Северова.
- В Центральном музее Вооружённых Сил Российской Федерации в экспозиции, касающейся Сталинградской битвы, хранится пилотка Героя Советского Союза Рубена Ибаррури.

Имя Рубена Ибаррури носят или носили:
- До 1991 года имя Рубена Ибаррури носила школа № 485 Московского района г. Ленинграда.
- Средняя школа № 3 г. Барановичи[20]

Также
- В фондах Белорусского государственного музея истории Великой Отечественной войны хранится живописное полотно Фёдора Барановского «Рубен Ибаррури под Борисовом». Оно было написано в 1965 году по заказу музея. В основу сюжета положен подвиг, совершённый бойцами пулеметного взвода 175-го стрелкового полка 1-й Московской мотострелковой дивизии под командованием лейтенанта Рубена Руиса Ибаррури на рубеже реки Березина возле города Борисова[21].

## В литературе
Советская поэтесса Ольга Федоровна Берггольц написала в 1952 году стихотворение «Побратимы» которое посвятила храброму испанцу:
Пасионарии сын и солдат,
Он в сорок втором защищал Сталинград,
Он пел, умирая за эти края:
Россия, Россия, Россия моя!

## Комментарии
1. ↑  В русском языке традиционно произносится с ударением на третий слог — Рубе́н Руи́с Ибарру́ри.